# Ефір (міфологія)
Ефі́р або ете́р (грец. αιθηρ, лат. aither), — верхній шар повітря, місце перебування богів. Етер — син Ереба й Нікс (Гесіод), або Хаосу й Темряви, чоловік Гемери (Дня) або Землі. Пізніше вважали, що Етер — це найвища оболонка всесвіту, з якої виникли сонце і зірки, і в якій живуть боги. У Платона Етер виступає як окрема небесна стихія, чітко відмежована від чотирьох земних — землі, води, повітря і вогню. Арістотель наділяв Етер здатністю до вічного кругового руху і трактував його як першу рушійну силу всесвіту. Лукрецій теж розглядав Етер як начало, що рухає небесні тіла і складається з найлегших найрухливіших атомів.